# Castell de Monòver
El Castell de Monòver s'alça sobre un dels dos pujols que dominen la localitat del mateix nom, al nord-est de la població, en el Vinalopó Mitjà.

## Història
El Castell de Monòver va ser construït en època almohade, entre finals del segle xii i principis del xiii, i va ser utilitzat fins a principi del segle xvii. Disposava d'una privilegiada situació, des de la qual dominava la xarxa de fortificacions que jalonava el riu Vinalopó, (els castells i la torreta d'Elda, i el castell de Petrer), així com la via de comunicació del corredor El Pinós-Jumella, sortida natural cap a Múrcia i Andalusia.

## Característiques
Es tractava d'un castell de planta irregular, semblant a un triangle. Al centre es troba la torre de l'homenatge, on també havia un aljub. També poden veure's restes d'una torre més petita en la cara nord, i alguns llenços de la muralla.
En les excavacions arqueològiques que s'han realitzat en el pujol on s'erigiria el castell, s'han trobat restes arqueològiques de l'edat de bronze, fragments de ceràmica almohade dels segles xii i xiii, una peça de joieria dels segles xv o xvi i fragments de pitxers, plats i escudelles del segle xiv des d'ara.
En la actuatitat es troba en ruïnes i solament conserva part d'una torre, restaurada recentment.